# Assonema

La parte interna di un ciglio è detta assonema ed è costituito da una membrana che racchiude nove coppie di microtubuli alla periferia più 2 microtubuli non accoppiati al centro. Questa struttura è detta 9+2 e si ritrova in quasi tutte le forme di ciglia e flagelli eucariotici, dai protozoi all'uomo.
L'assonema è un insieme di microtubuli rettilinei disposti parallelamente e divisi in 2 gruppi: una coppia di microtubuli centrali avvolti da nove coppie di microtubuli disposti concentricamente alla coppia centrale.
I 2 microtubuli centrali guardati in sezione trasversale hanno un profilo decisamente circolare con un diametro di 25 nm e una parete di 4-5 nm di spessore. Essi decorrono isolati in quanto tra i due vi è un piccolo spazio, sono circondati da una guaina ad andamento elicoidale.
Le nove coppie periferiche sono costituite da 2 microtubuli di diversa dimensione di cui uno è completo e uno consta invece di 10-11 unità di tubulina, a differenza delle 13 canoniche. La struttura del microtubulo B(incompleto) è comunque completa, perché per tutta la lunghezza del ciglio decorre addossato al microtubulo completo(A), che si presenta inoltre come quello più vicino alla coppia centrale.
Osservando le 9 coppie in sezione trasversale il loro profilo appare ellissoidale, ogni coppia di microtubuli dista da quella contigua 50 nm.
Il microtubulo A porta 2 "braccia dineiniche", costituite appunto dalla proteina motrice dineina, che risultano però assenti alla base del ciglio, queste braccia partono dal microtubulo A verso il microtubulo B della coppia contigua e mediano il movimento di una coppia di microtubuli sull'altra; questo microtubulo ha inoltre un collegamento alla guaina che circonda i 2 microtubuli liberi e un atrio, costituito da un filamento della proteina nexina che lo collega al microtubulo A della coppia vicina. Le dineine si muovono verso l'estremità negativa di un microtubulo. In questa situazione però il movimento dei microtubuli è ostacolato dalla presenza della nexina. Anziché uno scorrimento di una coppia di microtubuli sull'altra, si ha un ripiegamento di tutta la struttura.